# Metagonia unicolor
Metagonia unicolor là một loài nhện trong họ Pholcidae. Loài này được phát hiện ở Brasil.